# Гірницька селищна рада (Сніжне)
Гірницька се́лищна ра́да — орган місцевого самоврядування у складі Сніжнянської міської ради Донецької області. Адміністративний центр — селище міського типу Гірницьке.

## Загальні відомості
- Населення ради: 3026 осіб (станом на 2001 рік)

## Населені пункти
Селищній раді підпорядковані населені пункти:
- смт Гірницьке
- смт Бражине
- смт Лиманчук
- смт Никифорове

## Склад ради
Рада складається з 16 депутатів та голови.
- Голова ради: Харічков Олег Кузьмич

### Керівний склад попередніх скликань
| ПІБ                   | Основні відомості                                                        | Дата обрання | Дата звільнення |
| --------------------- | ------------------------------------------------------------------------ | ------------ | --------------- |
| Фомін Микола Павлович | Селищний голова, 1954 року народження, член Партії регіонів              | 26.03.2006   | 31.10.2010      |
| Харічков Олег Кузьмич | Селищний голова, 1957 року народження, освіта вища, член Партії регіонів | 31.10.2010   |                 |

Примітка: таблиця складена за даними джерела

### Депутати
За результатами місцевих виборів 2010 року депутатами ради стали:

#### За суб'єктами висування
| Суб'єкт висування                 | Кількість обраних депутатів | %    |
| --------------------------------- | --------------------------- | ---- |
| Партія регіонів                   | 14                          | 87,5 |
| Комуністична партія України       | 1                           | 6,3  |
| Політична партія «Сильна Україна» | 1                           | 6,3  |

#### За округами
| № округу                          | Прізвище, ім'я, по батькові   | Дата визнання обраним | Освіта                    | Партійна приналежність                  | Відомості про обраного депутата                              |
| --------------------------------- | ----------------------------- | --------------------- | ------------------------- | --------------------------------------- | ------------------------------------------------------------ |
| Комуністична партія України       |                               |                       |                           |                                         |                                                              |
| 10                                | Ставчан Петро Іванович        | 01.11.2010            | Освіта вища               | член Комуністичної партії України       | пенсіонер                                                    |
| Партія регіонів                   |                               |                       |                           |                                         |                                                              |
| 2                                 | Шахов Валерій Юрійович        | 01.11.2010            | Освіта середня спеціальна | член Партії регіонів                    | пенсіонер                                                    |
| 3                                 | Фоміна Людмила Миколаївна     | 01.11.2010            | Освіта середня            | член Партії регіонів                    | тимчасово не працює                                          |
| 4                                 | Мальнєв Олег Миколайович      | 01.11.2010            | Освіта вища               | член Партії регіонів                    | УПтаСЗН, головний-спеціаліст юрист                           |
| 5                                 | Гусейнова Наталія Олексіївна  | 01.11.2010            | Освіта середня            | член Партії регіонів                    | Терцентр м. Сніжне, соцробітник                              |
| 6                                 | Куба Костянтин Іванович       | 01.11.2010            | Освіта середня            | член Партії регіонів                    | пенсіонер                                                    |
| 7                                 | Ткаченко Анатолій Іванович    | 01.11.2010            | Освіта вища               | позапартійний                           | Ш.Зоря, проходчик                                            |
| 8                                 | Ткачов Олег Михайлович        | 01.11.2010            | Освіта вища               | позапартійний                           | військова частина № 9937, інспектор прикордонної служби      |
| 9                                 | Ванюшкін Олександр Іванович   | 01.11.2010            | Освіта середня спеціальна | член Партії регіонів                    | пенсіонер                                                    |
| 11                                | Невструєва Лілія Іванівна     | 01.11.2010            | Освіта вища               | член Партії регіонів                    | Гірницька селищна рада, касир по податкам                    |
| 12                                | Радомська Людмила Анатоліївна | 01.11.2010            | Освіта вища               | член Партії регіонів                    | Гірницька селищна рада, секретар ради                        |
| 13                                | Саяпін Леонід Іванович        | 01.11.2010            | Освіта середня спеціальна | член Партії регіонів                    | пенсіонер, кочегар                                           |
| 14                                | Барановська Ольга Равилівна   | 01.11.2010            | Освіта середня спеціальна | член Партії регіонів                    | центральна міська лікарня м. Сніжне, медсестра               |
| 15                                | Яковець Лідія Іванівна        | 01.11.2010            | Освіта вища               | член Партії регіонів                    | Гірницька селищна рада, головний бухгалтер                   |
| 16                                | Перфільєва Алла Михайлівна    | 01.11.2010            | Освіта вища               | член Партії регіонів                    | Гірницька селищна рада, інспектор військово облікового столу |
| Політична партія «Сильна Україна» |                               |                       |                           |                                         |                                                              |
| 1                                 | Рязанцева Галина Леонідівна   | 01.11.2010            | Освіта вища               | член Політичної партії «Сильна Україна» | підприємець                                                  |